# Генеалогия (философия)
Генеалогия в философии – это историческая техника, в которой ставится под сомнение общепринятое возникновение различных философских и социальных убеждений путем попытки объяснить масштаб, широту или совокупность дискурса, тем самым расширяя возможности анализа, в отличие от марксистского использования термина «идеология» для объяснения совокупности исторического дискурса в рассматриваемый период времени путем сосредоточения внимания на единичном или доминирующем дискурсе (идеологии). Более того, генеалогия часто пытается заглянуть за пределы рассматриваемого дискурса в условия его возможности (особенно в генеалогиях Мишеля Фуко). Философская генеалогия была разработана как продолжение работ Фридриха Ницше. Например, отслеживание линии развития такого понятия, как «глобализация», можно назвать «генеалогией» в той мере, в какой это понятие находится в меняющемся конституирующем окружении. Это подразумевает не просто документирование меняющегося значения (этимологии), а социальную основу его изменения.

## Ницше
Ницше критиковал «генеалогов» в «О генеалогии морали» и предложил использовать историческую философию для критики современной морали, предполагая, что она развилась до своей нынешней формы благодаря властным отношениям. Но учёные отмечают, что он подчёркивает, что вместо того, чтобы быть чисто необходимым развитием властных отношений, это развитие следует рассматривать как, по крайней мере, частично условное, в результате чего нынешняя концепция морали всегда могла быть сформирована иначе. Хотя философия Ницше характеризуется как генеалогия, он использует этот термин только в «О генеалогии морали». Более поздняя философия, которая испытала влияние Ницше и которую принято называть генеалогией, разделяет несколько фундаментальных аспектов ницшеанского философствования. Ницшеанская историческая философия была описана как «рассмотрение оппозиционной тактики», которая охватывает, а не исключает конфликт между философскими и историческими взглядами.

## Фуко
В конце 20-го века Мишель Фуко расширил понятие генеалогии до контр–истории позиции субъекта, которая прослеживает развитие людей и обществ на протяжении истории. Его генеалогия субъекта объясняет «конституирование знаний, дискурсов, доменов объектов и так далее, без необходимости ссылаться на субъект, который либо трансцендентен по отношению к полю событий, либо протекает в своей пустой одинаковости через весь ход истории».
Как отметил Фуко в своём эссе «Ницше, генеалогия, история», на идеи Фуко о генеалогии большое влияние оказала работа Ницше о развитии морали через власть. Фуко также описывает генеалогию как особое исследование тех элементов, которые «мы склонны считать [не имеющими] истории». Сюда входят такие вещи, как сексуальность и другие элементы повседневной жизни. Генеалогия – это не поиск истоков и не построение линейного развития. Вместо этого она стремится показать множественное и порой противоречивое прошлое, которое обнаруживает следы влияния власти на истину.
Как одна из важных теорий Мишеля Фуко, генеалогия деконструирует истину, утверждая, что истина, чаще всего, обнаруживается случайно, подкреплённая действием власти–знания или соображениями интереса. Более того, все истины сомнительны. Указывая на ненадежность истины, которую часто обвиняют в «склонности к относительности и нигилизму», теория категорически отвергает единообразие и регулярность истории, подчеркивая нерегулярность и непостоянство истины и опрокидывая представление о том, что история развивается в линейном порядке.
Практика генеалогии также тесно связана с тем, что Фуко называл «археологическим методом»:
Короче говоря, представляется, что от эмпирической наблюдаемости для нас ансамбля к его исторической приемлемости, к тому самому периоду времени, в котором он действительно наблюдаем, анализ идет через связь знания и власти, поддерживая его, возвращая его в точке, где он принят, двигаясь к тому, что делает его приемлемым, конечно, не в целом, а только там, где он принят. Это то, что можно охарактеризовать как возвращение его в его позитивности. Итак, перед нами тип процедуры, которая, не заботясь о легитимации и, следовательно, исключении фундаментальной точки зрения закона, проходит через цикл позитивности, двигаясь от факта принятия к системе приемлемости, анализируемой через взаимодействие знания и власти. Скажем так, это, примерно, археологический уровень [анализа].